# 발흐주
발흐주(Balkh Velāyat, 파슈토어: د بلخ ولايت, 다리어: استان بلخ)는 아프가니스탄 북부에 있는 주이다. 면적은 12,593 km2, 인구는 약 610,000명(2004년)이다. 주도는 마자르이샤리프(Mazār-e Sharīf, 다리어: مزار شريف)이다.

## 하위 행정구역
- 나흐리샤히 구
- 다울라타바드 구
- 디흐다디 구
- 마르말 구
- 마자리샤리프 구
- 발흐 구
- 슈르티파 구
- 슐가라 구
- 자리 구
- 차르풀라크 구
- 차르킨트 구
- 침탈 구
- 쿨다르 구
- 키신디흐 구
- 훌미 구

## 같이 보기
- 발흐
- 아프가니스탄의 주
- 박트리아